# 1-е Тупчаново
1-е Тупчаново (баш. Төпсән) — деревня в Кугарчинском районе Республики Башкортостан Российской Федерации. Входит в состав Юлдыбаевского сельсовета.

## География

### Географическое положение
Расстояние до:
- районного центра (Мраково): 11 км,
- центра сельсовета (Юлдыбай): 3 км,
- ближайшей ж/д станции (Мелеуз): 81 км.

## Население
| 2002 | 2009 | 2010 |
| ---- | ---- | ---- |
| 156  | ↘140 | ↘126 |

### Национальный состав
Согласно переписи 2002 года, преобладающая национальность — башкиры (78 %).